# Forte de São Mateus do Cabo Frio
O Forte de São Mateus do Cabo Frio localiza-se numa ilhota rochosa na extremidade nordeste da atual praia do Forte, no litoral norte do estado brasileiro do Rio de Janeiro.

## História

### O século XVII
Em 1617, o governador e capitão-mor da capitania do Rio de Janeiro, Constantino Menelau (1615-1617), que considerava o Forte de Santo Inácio do Cabo Frio excessivamente vulnerável, solicitou o seu desmantelamento e a construção de um novo forte para proteção da povoação de Santa Helena do Cabo Frio e da barra do canal da lagoa de Araruama (hoje canal do Itajuru). O Governador-geral do Brasil, D. Luís de Sousa (1617-1621), após consultar Lisboa, aprovou o projeto do Engenheiro-mor e dirigente das obras de fortificação do Brasil, Francisco de Frias da Mesquita (1603-1634), cuja traça definitiva data de 1617 (SILVA-NIGRA, 1945), e transferiu a responsabilidade das obras para o Capitão-mor de Cabo Frio, Estevão Gomes (1616-??), em 1618. Foi nessa conjuntura que ocorreu a transferência da primitiva povoação para o local do atual bairro da Passagem, rebatizada com o nome de Nossa Senhora da Assunção do Cabo Frio.
Uma carta do superior jesuíta do aldeamento indígena de São Pedro, enviada àquele governador do Brasil em 1620, revela que a nova fortificação do Cabo Frio já estava em funcionamento nesse ano. Nela, Estevão Gomes abrigava provisoriamente algumas dezenas de famílias de Tupiniquins que logo seriam transferidas para o aldeamento jesuíta de São Pedro do Cabo Frio, núcleo da atual cidade de São Pedro d'Aldeia.
Em um mapa anônimo de cerca de 1625 da "Terra de Cabo Frio", observa-se o forte velho (Forte de Santo Inácio) localizado junto ao porto da barra do canal da lagoa de Araruama, e o novo, próximo à praia, numa ilhota mais elevada a cavaleiro da barra. Acredita-se que o material de construção, o armamento e a guarnição tenham sido remanejados para o novo Forte de São Mateus. A nova estrutura, em alvenaria de pedra e cal, apresenta planta no formato de um polígono quadrangular irregular, com duas baterias à barbeta, uma guarita no vértice pelo lado do mar, e edificação para Quartel e Depósito no terrapleno pelo lado de terra. Esta edificação apresenta atualmente cinco compartimentos:
- Casa do Comando
- Quartel da Tropa
- Cozinha
- Casa da Pólvora
- Cisterna (ou cela), em nível inferior

No contexto da reconquista de Angola (e seu mercado de escravos) aos neerlandeses, Salvador Correia de Sá e Benevides retirou a artilharia e a guarnição do forte, deixando sem defesa os vinte e quatro moradores que permaneceram no Cabo Frio (1648). Em 1650, Estêvão Gomes reaparelhou-o para defesa da povoação, com os seus canhões servindo para sinalizar a passagem dos navios que iam para o Rio de Janeiro.

### O século XVIII

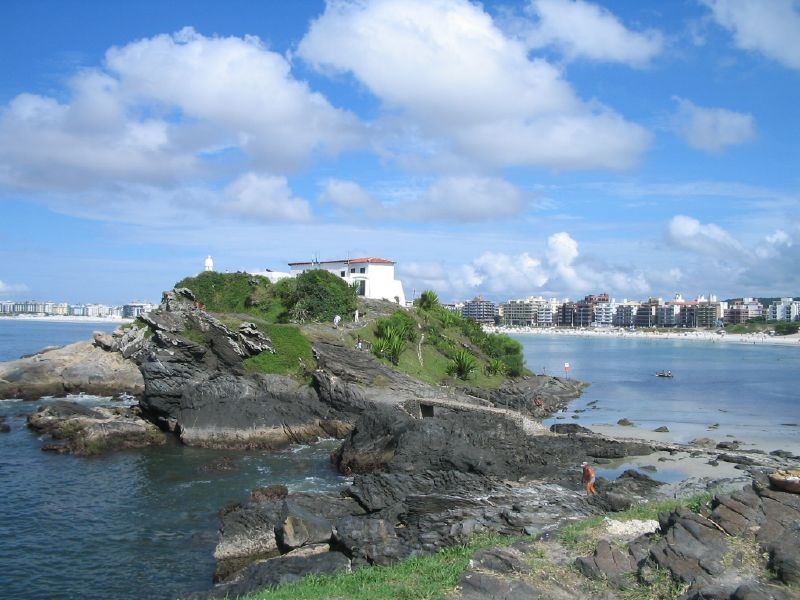
Forte de São Mateus, Cabo Frio: Situação sobre uma ilhota.

Durante o século XVIII, o Forte de São Mateus estava artilhado com sete peças antecarga, de alma lisa: uma de calibre 12 libras, dois de 8 e quatro de 6, sendo que a maior parte achava-se arruinada ao final desse período. Encontra-se relacionado no "Mapa das Fortificações da cidade do Rio de Janeiro e suas vizinhanças", que integra as "Memórias Públicas e Econômicas da cidade de São Sebastião do Rio de Janeiro para uso do Vice-Rei Luiz de Vasconcellos, por observações curiosas dos anos de 1779 até o de 1789" (RIHGB, Tomo XLVII, partes I e II, 1884. p. 34). Segundo o autor anônimo da "Memória Histórica (...) de 1797" a guarnição do forte compunha-se de "um oficial e sete soldados, destes um era de cavalaria e todos eram sujeitos às ordens de um Oficial do Terço, ou Regimento de Milícia de Cabo Frio" (BERANGER, 1993:64).

### O século XIX

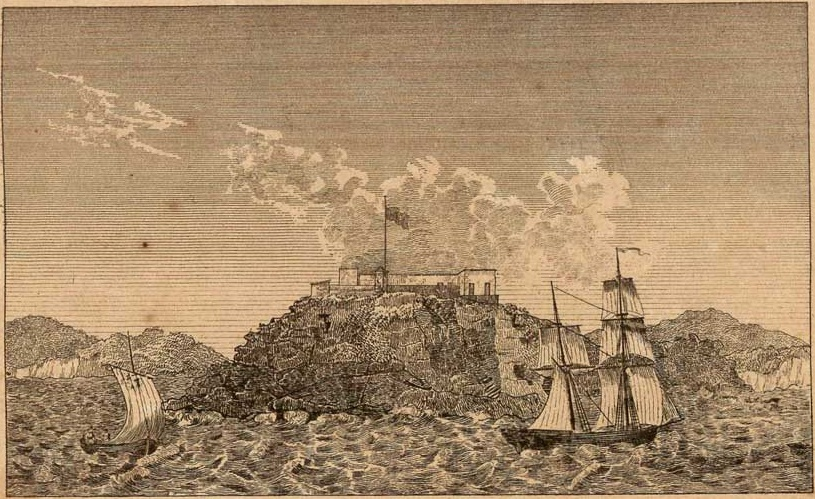
Gravura retratando o Forte de São Mateus, na entrada de Cabo Frio.

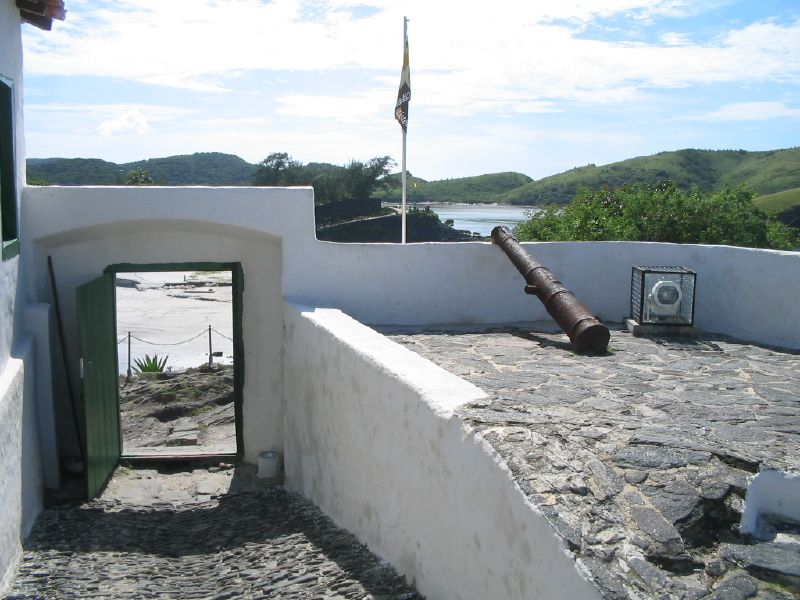
Forte de São Mateus, Cabo Frio: entrada do forte.

Em 1818, o naturalista Auguste de Saint-Hilaire descreveu o forte como uma "mesquinha casa a que é dado o nome pomposo de fortaleza". Estava "guardado por seis soldados da milícia, que se renovam de quinze em quinze dias, e são mandados por um simples cabo. Este é obrigado a dar aviso ao coronel do distrito, da entrada e da saída de embarcações que passam pelo ancoradouro". Vinte anos mais tarde, em 1838, o forte era comandado pelo 1º Tenente Antônio Joaquim Gago (GARRIDO, 1940:103)
O Relatório do General Antônio Eliziário (Tenente-general graduado Antônio Elzeário de Miranda e Brito) de 1841, informa que esta fortificação conservava quatro peças em suas três faces, sendo instaladas mais quatro em uma bateria na praia dos Anjos (Bateria da Praia dos Anjos) em Arraial do Cabo, como defesa complementar (apud SOUZA, 1885:112). O Imperador D. Pedro II (1841-1889), ao visitar a cidade de Cabo Frio em 1847, inspecionou o forte "onde foi recebido com uma salva imperial de artilharia" e recepcionado pelo Tenente Francisco José da Silva. Encontra-se relacionada entre as defesas do setor Norte ("Fortificações de Cabo Frio") no "Mapa das Fortificações e Fortins do Município Neutro e Província do Rio de Janeiro" de 1863, no Arquivo Nacional (CASADEI, 1994/1995:70-71). Antes de ser deposto em 1889, o Imperador promoveu o rearmamento das fortalezas brasileiras, encomendando grande quantidade de peças de artilharia, entre elas, os cinco canhões de ferro de grosso calibre até hoje existentes nas suas dependências.
Do início do século XVIII ao final do século XIX, foram feitas algumas modificações na planta da fortificação, mas conservou-se o uso militar na defesa de Cabo Frio e seu porto - escoadouro da produção agrícola e extrativista regional para a capital do Rio de Janeiro. A partir de 1899, a edificação passou a ser utilizada pelas autoridades municipais como lazareto, abrigando os doentes terminais das graves epidemias que assolavam Cabo Frio à época.

### Do século XX aos nossos dias

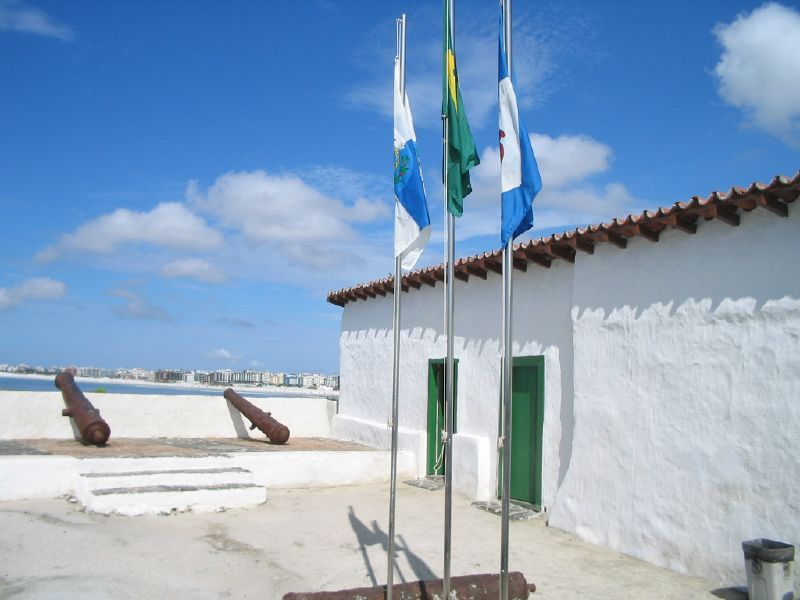
Forte de São Mateus, Cabo Frio: praça de armas.

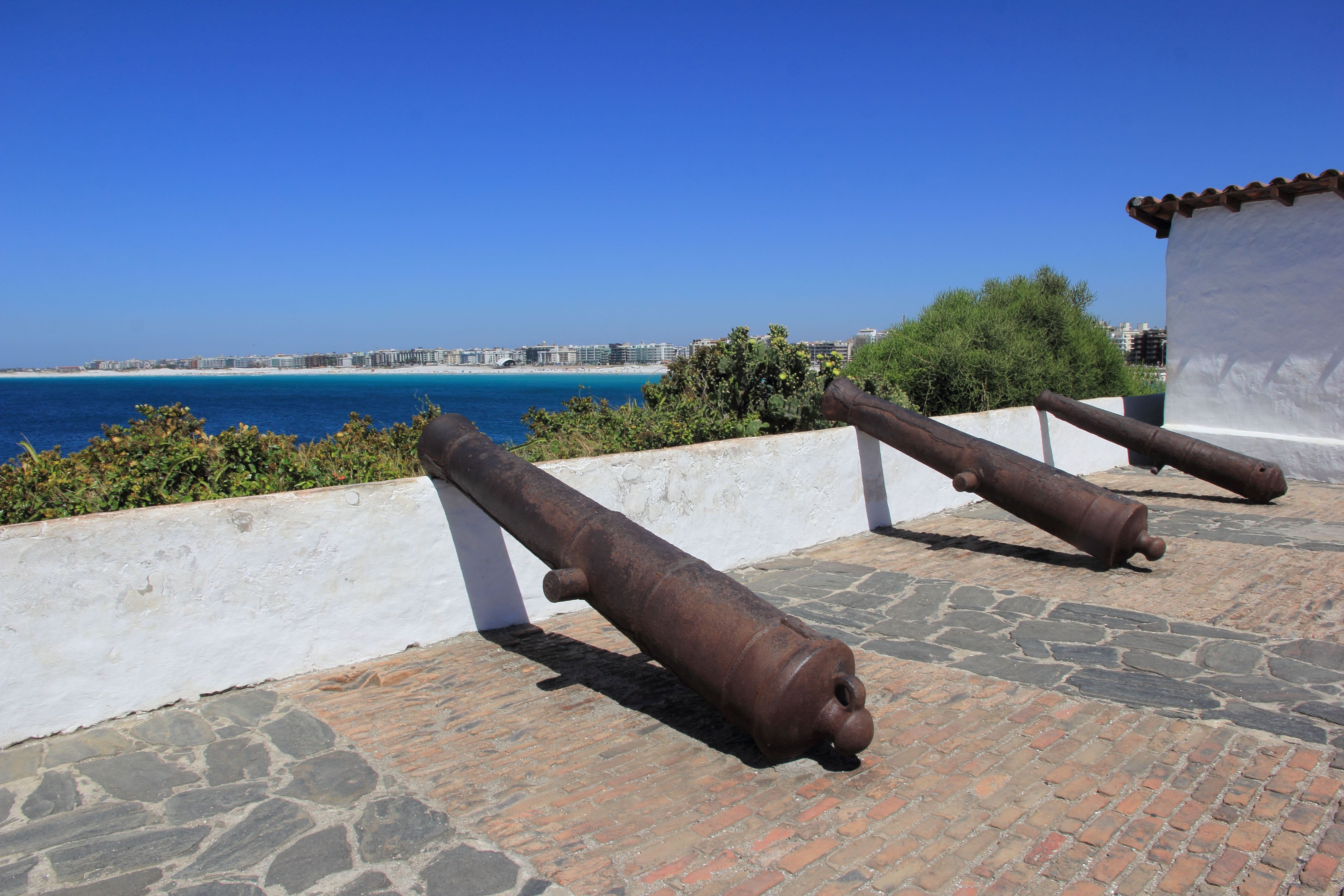
Forte de São Mateus, Cabo Frio: canhões de ferro.

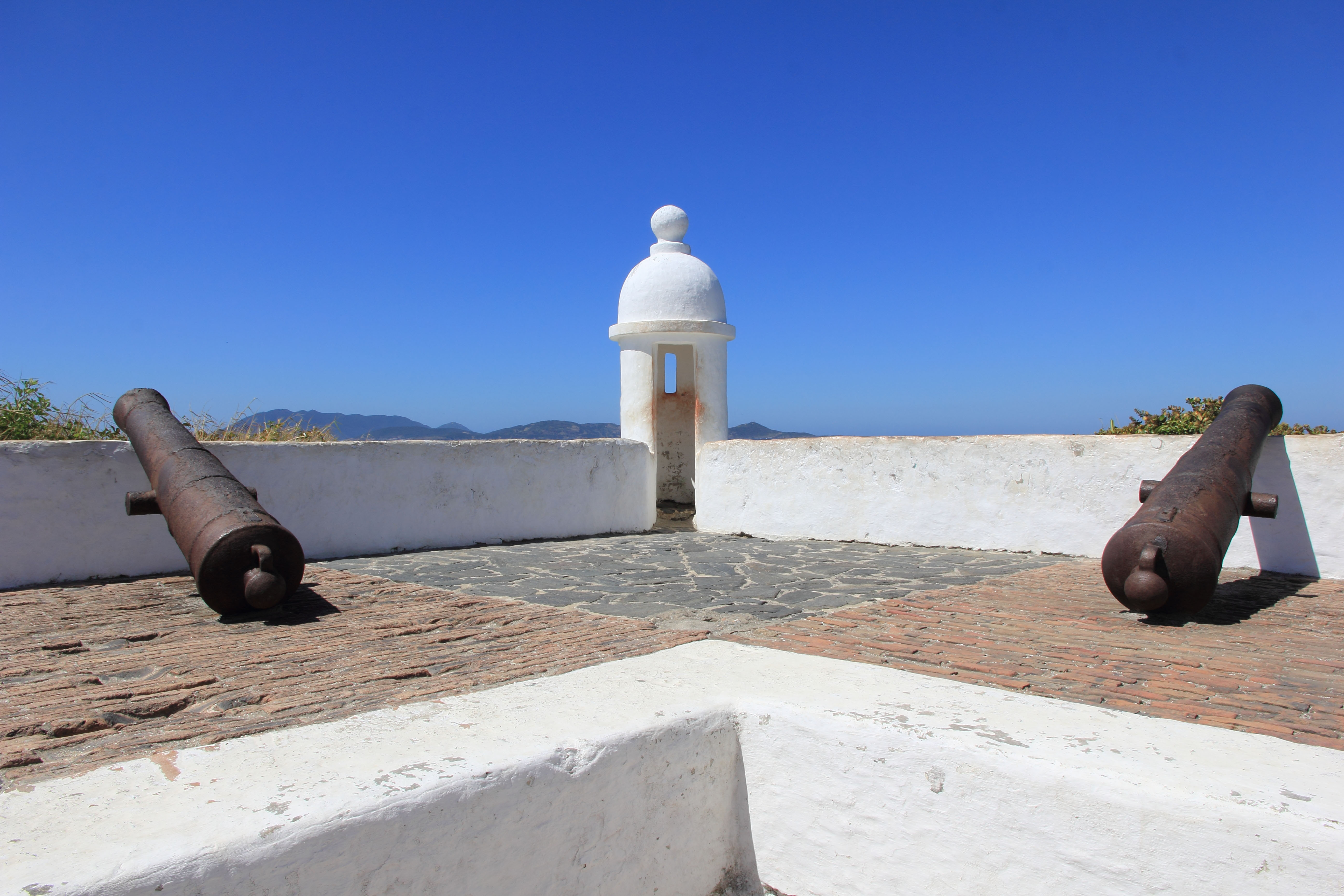
Forte de São Mateus, Cabo Frio: guarita e canhões.

No século XX, sem manutenção, o Forte de São Mateus, abandonado, encontrava-se em ruínas ao final da década de 1930. A estrutura abrigou nesse período um farol, demolido em meados do século pelo risco de desabamento que apresentava.
De propriedade da União, o imóvel, o penedo em que se ergue e a ponta da praia num círculo de quinhentos metros de raio a partir do centro do forte encontram-se tombados pelo Patrimônio Histórico e Artístico Nacional a partir de 1956, passando a ser administrados pela Prefeitura do Município de Cabo Frio. Nesse mesmo ano sofreu a primeira intervenção de restauro, sob a direção técnica do Professor Adail Bento Costa. Em foto da placa comemorativa dessa restauração pode-se ler:
"Forte de S. Matheus
Construído por Constantino de Menelau em 1616.
Restaurado pela Direção Técnica do Prof. Adail Bento Costa em 1957.
Sob os auspícios do Dr. Miguel Couto Filho Governador do Estado"
Com o aumento do turismo na região a partir da década seguinte, a FLUMITUR - Companhia de Turismo do Estado do Rio de Janeiro (depois TURISRIO) promoveu nova intervenção de restauro (1972), visando a instalação projetada de um museu. Esse projeto foi retomado a partir de 1977, na gestão do prefeito José Bonifácio Ferreira Novellino, que criou um espaço cultural para exposição de artistas locais no Forte São Mateus, para o que lhe instalou luz e água, reparando o piso do caminho e construindo uma nova ponte de acesso. Entre 1983 e 1992, foram promovidas melhorias no seu entorno pelo governo do Prefeito Ivo Saldanha. Em 1989, com o apoio da Rede de Postos Itaipava foram restaurados os caibros do telhado, portas, janelas, ferrolhos e chaves, num investimento total de NCz$ 36 mil (trinta e seis mil cruzeiros novos), sob a supervisão do Arquiteto Maximiliano Soutelinho da SPHAN. Nesse mesmo ano, procedeu-se o tombamento municipal do imóvel.
No início de 1993, durante a segunda administração do prefeito José Bonifácio Ferreira Novellino encontrando-se o forte novamente semi-abandonado e bastante deteriorado, foi reafirmado o seu uso cultural. Com a aprovação e supervisão do Patrimônio Histórico, refez-se o telhado, substituíram-se e envernizaram-se as madeiras das portas e janelas, limpou-se, aterrou-se e nivelou-se o terrapleno, caiaram-se paredes, muralhas e guarita; retiraram-se acréscimos externos de cimento modernos, tendo-se melhorado a vigilância e limpeza do entorno.
Atualmente administrado pela Prefeitura Municipal de Cabo Frio, o forte recuperou sua vocação de espaço cultural e turístico, aberto de terça a domingo, das 9 às 19h.

## Curiosidades
O canhão atualmente à entrada do Clube de Regatas Flamengo pertenceu ao Forte de São Mateus, tendo sido removido da praia na década de 1950 como troféu por um grupo de ex-alunos do Colégio Nova Friburgo. Outro dos antigos canhões do forte pode ser visto ornamentando a praça central da cidade vizinha de São Pedro d'Aldeia.